# 日本のアニメーション
日本のアニメーションでは、日本におけるアニメーションの制作と使用について記述する。

## 概要
日本では戦前から現在まで様々なアニメーションが制作・利用されてきた。”アニメ Anime” とも呼ばれるセルアニメーションの系譜に連なる手描きアニメーションは娯楽作品として老若男女問わず広く親しまれ（⇒#手描きアニメーション）、ストップモーション・アニメーションはTVCMや劇映画の特殊効果など多方面で使用されてきた（⇒#ストップモーションアニメーション）。体系的な理解のために日本においても研究・教育がおこなわれている（⇒#研究と教育）。
アニメーションとは、動かない絵や物体をコマ撮りによって動いているように見せる技法を言う。

## 手描きアニメーション
日本において手描きアニメーションは現在の商業的主流を占めており、海外では Anime として広く知られている。

### セルアニメーション
日本においてセルアニメーションは歴史的に重要な役割を果たし、現在では保存や体験が中心となっている。
日本においてセルアニメーションは当初高価でありマイナーだった。1930年代に切り紙アニメーションからの移行が起き、部分的にセルを採用した作品としては『力と女の世の中』（1932年、政岡憲三）が知られる。本格的なセルアニメーション制作は軍部の潤沢な資源を背景とした第二次世界大戦期に発展し、『くもとちゅうりっぷ』（1943年）で初の国産全編セルアニメーションが実現した。戦後はテレビアニメの機運が高まりつつも、費用面から30分番組のシリーズは長らく登場しなかった。これを変えたのが手塚治虫/虫プロダクションの『鉄腕アトム』（1963年）である。漫画的ともいえるリミテッド・アニメーション表現を推し進めかつ効率性・経済性を追求したこのTVアニメシリーズは最大視聴率40％を超える人気を得た。このヒットに続いた多くの作品が大なり小なりこの表現・制作方式に則ったことにより、セルアニメーションは日本の商業アニメーションの主流の座を長らく占めることになった（詳細はアニメ (日本のアニメーション作品)#歴史）。しかし1990年代後半にデジタルアニメ制作への移行が始まり商業セルアニメーション制作は急速に減少していく。そして2013年のサザエさんデジタル移行により日本の商業セルアニメーションは1つの区切りを迎えた。生セルとアニメカラーは専用品であったため商業制作終了に合わせて終売し、日本でのセルアニメーション制作は商業・同人ともに非常に稀になった。
現在では日本でのアニメの「文化」としての興隆・成熟によってセル画の価値が再評価され、その保存運動がおこなわれている。また生セル・アニメカラーの復刻がおこなわれホビー・インディー向けに国内で市販されている。
いわゆる ”アニメ Anime” は1990年までほぼセルアニメーションであるため、セルアニメーションは膨大な作品と多くの名監督が存在する。

### デジタル手描きアニメーション
日本においてデジタル手描きアニメーションは現在の商業的な中心に位置づけられる。
日本における従来のセルアニメーションとしての商業アニメーションについては、2004年の時点で高橋望がスタジオジブリを例にあげて説明するところでは、スタジオジブリの作品で最初にデジタル技術が取り入れられた作品は『平成狸合戦ぽんぽこ』（1994年）であり、図書館に並ぶ本棚に関するシーンにCGを取り入れた後、『もののけ姫』（1997年）において全体の1割に何らかのデジタル技術が投入され、『千と千尋の神隠し』（2001年）の段階では全編フルデジタル（=彩色以降デジタル）で作成されたと述べる。故に、2004年の時点においてもセルは使われていないに等しい。このような工程になったことによるメリットとして、絵を一枚ごとに処理する手間は変わらないとしつつも、パソコン上での彩色による省力化、セルといったいくつかの画材の不要化による管理の低コスト化、セルの傷が画面に出てしまうといったアクシデントの心配の不要化、彩色する際の色数の無限化、データ化による完成した作品管理の低コスト化をあげる。その上で、ジブリにおいてはいわゆる従来のセルアニメの表現を踏み外さない範囲でデジタル技術をいかに取り込むかのチャレンジがなされてきたと述べる。
2016年時点になると、日本動画協会が作成した『アニメーション分野におけるデジタル制作環境整備に係る調査研究』によると、米国をはじめとした海外のアニメーション作品は21世紀初頭から急速に3DCGによる制作にシフトし、工程のほとんどはコンピュータのソフトウェアを介したデジタルデータによる制作に移行し、3DCG技術の進歩や省力化に取り組み、その為の制作管理の手法やシステムも生み出され、現在の世界で制作されるアニメーション作品のほとんどは3DCG作品となったとしている。一方で、日本では手描きのアニメーションの特徴を生かしつつ、手描きでは実現不可能な表現に3DCGを利用する手法に進んでいるとする。つまり、海外の3DCGアニメーション特化に対し、日本のアニメーションは従来の手描きのスタイルが高度化した独自の方向に発展しているとした上で、デジタル化に伴う問題点を指摘している。
撮影段階では、デジタルカメラによる制作が一般的になった現在では、カメラマンをアニメーターが容易に兼任できるようになってきており、また、撮影された映像を基にデジタルマットペイントや、デジタル合成などを駆使して映像を作り上げていくなど、旧来に比べてアイディアを形にすことが容易になっている。
日本においても日本の商業アニメーションとしての「アニメ」は1980年代の粗製濫造のネガティブなイメージを含んだ呼び名から海外での評価を受ける中でポジティブなイメージへの変化を指摘されている。

## ストップモーションアニメーション

### 切り紙アニメーション
日本において切り紙アニメーションは様々な場面で利用され続けてきた。
切り絵アニメーションは日本のアニメーションの黎明期に中心をなしていた。現存する最古の国産アニメーション映画『なまくら刀』（1917年）は主として切り紙アニメーションであり一部が影絵アニメーションである。セルアニメーションの興隆により商業アニメーションの主流からは遠のくが、様々な作品が作られ続けれている。
著名な日本人切り紙アニメーション作家には村田安司（1896 - 1966）がいる。セルアニメーションへの移行期に切り紙アニメーションを追求し続けた制作者であり、比較的多くの作品が現存している。また、大藤信郎（1900 - 1961）はその初期において切り紙アニメーション特に千代紙を使った独特のアニメーションで知られる。

#### 影絵アニメーション
日本において影絵アニメーションとその前身となる表現は長い歴史をもっている。
日本には江戸時代に影絵遊びが、明治時代に影絵芝居の講演がおこなわれており、影絵アニメーションが受け入れられやすい下地があった。このような流れの中で、現存する最古の国産アニメーション映画『なまくら刀』（1917年）の侍が深夜に辻斬りをするシーンの一部として影絵アニメーションが採用された。
著名な日本人影絵アニメーション作家には大藤信郎（1900 - 1961）がいる。その後年において影絵アニメーションを数多く制作した。なかでも『くじら』（1952年）や『幽霊船』（1956年）では、色セロファンを使用したカラー影絵アニメーションがステンドグラスが動いているかのような独特の映像となっており、前者は1958年のカンヌ映画祭短編部門第二位を、後者は1956年のヴェネチア国際記録映画祭特別賞を受賞している。

### 人形アニメーション
日本において人形アニメーション
とそれに関連した表現は長い歴史をもち、現在でも制作され続けている。
日本には長い人形劇の歴史がある（例: 人形浄瑠璃（江戸初期~））。この劇を映像化した作品は「人形映画」として1930年代あるいはそれ以前から親しまれていた。同じ「人形映画」の枠組みのなかで日本の人形アニメーションの歴史は始まった。人形劇方式と人形アニメーション方式が同じ「人形映画」で括られていたため資料研究がその途上であり正確な人形アニメーションの始まりは不明だが、荻野茂二による『FELIXノ迷探偵』(1932)がアニメーションとして作られていることから、1930年代においても人形アニメーションが制作されていたことは確認されている。以降も長く制作され続けており、1990年代以降ではデジタル技術の発展により制作方法も移り変わりつつ、NHK教育テレビ プチプチ・アニメ枠（例:『ロボットパルタ』）、PUI PUI モルカー、JUNK HEADなどで現在も日本で広く親しまれている。
著名な日本人影絵アニメーション作家には持永只仁（1919 - 1999）がいる。アサヒビールのCMアニメーション『ほろにが君とみつ子さん』(1953)、子供向け童話『ちびくろさんぼのとらたいじ』(1956)、『こぶとり』(1957)などで知られ、また日本の人形アニメーションにおける多数の後継者を送り出した。

### クレイアニメーション
日本においてクレイアニメーションとそれに関連した表現は長い歴史をもち、現在でも制作され続けている。
1990年代以降ではデジタル技術の発展により制作方法も移り変わりつつ、NHK教育テレビ プチプチ・アニメ枠（例:『ニャッキ!』『ジャム・ザ・ハウスネイル』）、劇場版クレヨンしんちゃんの第二作（1994年）以降のオープニングアニメーション、海外作品の国内放送（『ピングー』）などで現在も日本で広く親しまれている。

## 研究と教育

### 学会
アニメーションを主として扱う様々な日本の学会・部会が存在する。以下はその一例である：
- 日本アニメーション学会[45]
- 日本映像学会 - アニメーション研究会

### 学術誌
アニメーションに関する学術論文が主として掲載される様々な日本の学術誌が存在する。以下はその一例である：
- アニメーション研究（発行者: 日本アニメーション学会）[46]

## 法令と政策
日本のアニメーション産業・文化に関して様々な法令や政策が制定・施行されている。以下はその一例である：

### 法令
- 文化芸術基本法: 「アニメーション」を振興対象の1つに指定[47]
- コンテンツ促進法: 「アニメーション」を対象コンテンツの1つに指定[48]

### 政策
- アニメーション人材育成調査研究事業（あにめのたね）: 「アニメーション」振興が主目的[49]

### 過去の法令と政策
- 文化庁メディア芸術祭（~2022年）

## 関連する映像分野
アニメーションは、絵や物体などの動かない素材を少しずつ動かしながら、撮影装置を用いてコマ撮りにし、スクリーンなどに連続映写することによってあたかも素材が動いているように見せる技法と定義される。それ故、アメリカの『キングコング』（1933年）はコマ撮りと映写の手法によるストップモーション・アニメーションのうち、人形アニメであるが、キングコングの影響を受けた『ゴジラ』（1954年）は、着ぐるみを着た俳優（スーツアクター）の動きを一般の映像用カメラで撮影した実写映像としているため、アニメーションにあたらない。また、人形劇映像は糸を付けた操り人形の操演を映像用カメラで撮影した実写映像としていることから、アニメーションには含まれない。
日本で『ゴジラ』（1954年）においては、その初期においてはアメリカの『キングコング』（1933年）のようなストップモーション・アニメーションが志されたものの時間的制約、コスト的制約から断念せざるを得ず、ゴジラは着ぐるみを用いた。特技助監督を務めてきた浅井正勝は、円谷英二は、取り寄せたキングコングをすり切れるほど分析し、ここで使われているようなカットを作りたい旨を述べていたとしている。一方で、全くアニメーション技法が使われなかったわけではなく、背びれの発光や火炎においてはアニメーション線画が使われている。このように、着ぐるみに限定的なアニメーション技法も組み合わせながら、後に特撮映画と呼ばれるジャンルとして成長していった。